# Sunnmøre

Møre og Romsdal. Sunnmøre ist rot markiert.

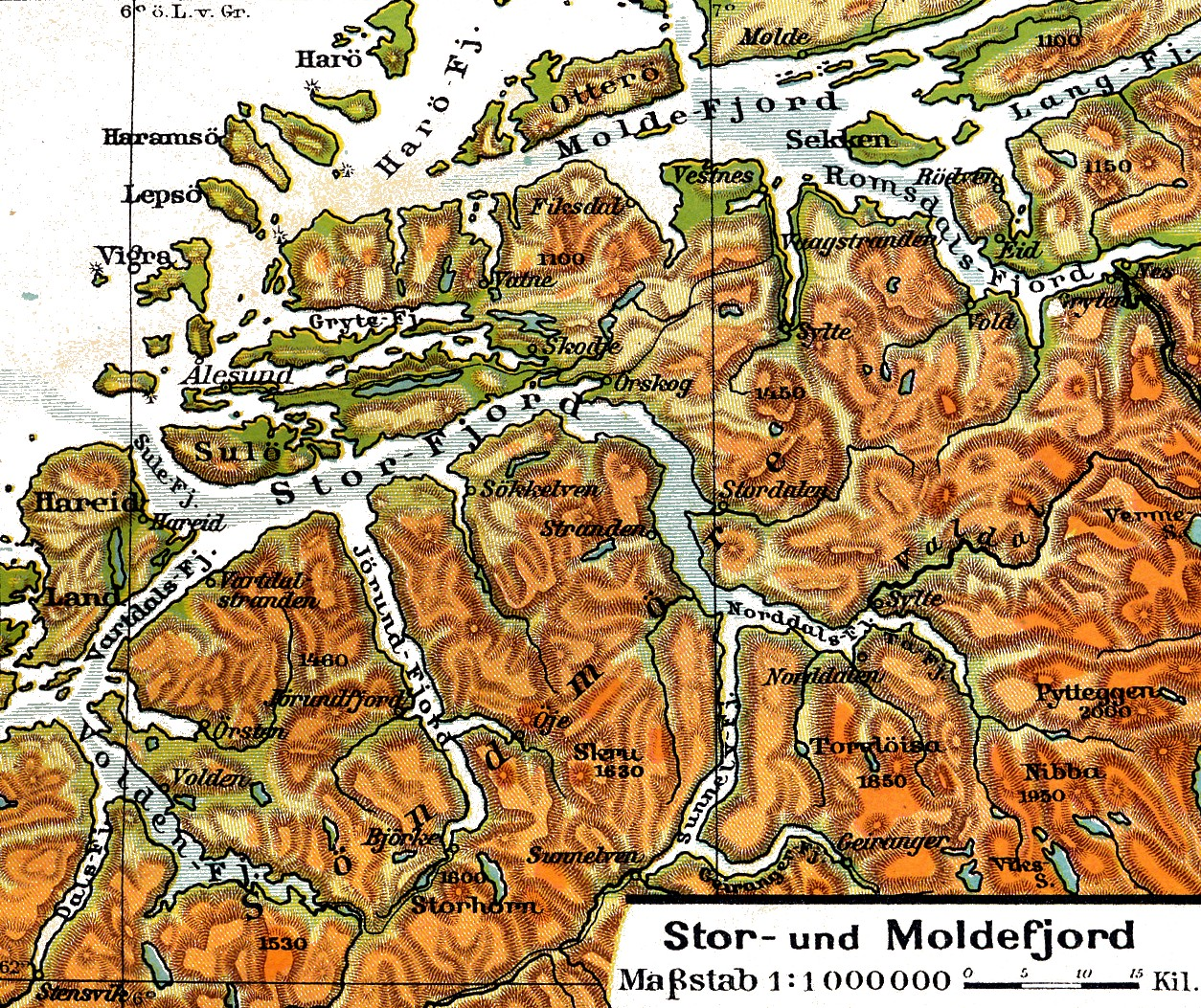
Topografische Karte der Fjorde in Sunnmøre aus dem Jahr 1930

Sunnmøre (Süd-Møre) ist die südliche Küstenregion im norwegischen Fylke Møre og Romsdal. Zur Region Sunnmøre gehören die 17 Kommunen Giske, Hareid, Herøy, Norddal, Sande, Skodje, Haram, Stordal, Stranda, Sula, Sykkylven, Ulstein, Vanylven, Volda, Ørskog, Ørsta und Ålesund. Hauptstadt der Region ist die Jugendstil-Stadt Ålesund.
Die Region Sunnmøre umfasst eine Landfläche von 5.215 km² und hat 131.002 Einwohner (1. Juli 2008).
Sunnmøre war wie auch Nordmøre und Romsdal eine frühere Vogtei (fogderi), zusammen bilden sie das heutige Møre og Romsdal. Sunnmøre ist einer der 15 Distrikte, die zusammen den Landesteil Vestlandet ausmachen.
Haupterwerbsquelle der Region bildet vor allem die Seefahrt, Fischerei, Werftindustrie und Schiffstechnik, Offshore-Technik für die Ölindustrie, aber auch die Möbelindustrie.

## Touristenattraktionen in Sunnmøre
- Geirangerfjord – einer der bekanntesten Fjorde Norwegens und UNESCO-Welterbe
- Ålesund – die Stadt des Jugendstils
- Runde  – Skandinaviens südlichste Vogelinsel in der Gemeinde Herøy
- Der Eiksundtunnel – der derzeit tiefste Unterseetunnel der Welt
- Das Vestkapp (Westkap) auf der Halbinsel Stadlandet